# Matteo 11

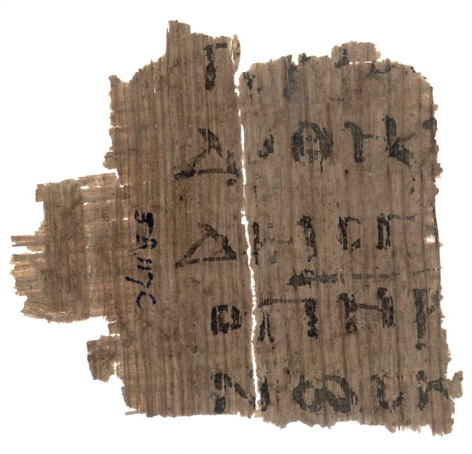
Matteo 11,26-27 sul Papiro 70, III secolo.

Matteo 11 è l'undicesimo capitolo del vangelo secondo Matteo nel Nuovo Testamento. Esso contiene la narrazione del ministero di Gesù in Galilea.

## Testo
Il testo originale era scritto in greco antico. Il capitolo è diviso in 30 versetti.

### Testimonianze scritte
Tra le principali testimonianze documentali di questo capitolo vi sono:
- Papiro 70 (III secolo; versetti 26-27)
- Codex Vaticanus (325-350)
- Codex Sinaiticus (330-360; completo)
- Papiro 62 (IV secolo; versetti 25-30; contiene anche i versetti 25-29 in lingua copta)
- Papiro 19 (IV/V secolo; versetti 1-5)
- Codex Bezae (~400)
- Codex Washingtonianus (~400)
- Codex Ephraemi Rescriptus (~450; completo)
- Codex Purpureus Rossanensis (VI secolo)
- Codex Petropolitanus Purpureus (VI secolo; versetti 4-30)
- Codex Sinopensis (VI secolo; versetti 5-12)

## Struttura
Il capitolo può essere diviso nel seguente modo:
- Matteo 11,1 = Ministero di Gesù (continuazione di Matteo 10,34-42; Marco 13,9-13; Luca 21,12-19; Luca 12,2-9)
- Matteo 11,2-6 = Messaggeri da Giovanni Battista (Luca 7,18-23)
- Matteo 11,7-15 = Elogio di Giovanni Battista (Luca 7,24-30)
- Matteo 11,16-19 = Parabola dei fanciulli in piazza (Luca 7,31-32)
- Matteo 11,20–24 = Maledizione di Chorazin, Betsaida e Cafarnao (Luca 10,13-15)
- Matteo 11,25–30 = Preghiera al Padre (Luca 10,21-22)

## Giovanni Battista
I versetti dal 2 al 6 si riferiscono all'inchiesta condotta per interposta persona dei suoi messaggeri da Giovanni Battista su Gesù. I versetti dal 7 al 19 collegano Gesù al ministero di Giovanni Battista.

### Versetti 2–3
Giovanni intanto, che era in carcere, avendo sentito parlare delle opere del Cristo, mandò a dirgli per mezzo dei suoi discepoli
«Sei tu colui che deve venire o dobbiamo attenderne un altro?»
Alcune traduzioni utilizzano delle parole più descrittive per riferirsi al Messia atteso: "colui che deve venire" (Nuova Riveduta, CEI, Nuova Diodati), o "quello che stiamo aspettando" (Bibbia della Gioia), che sono tutte traduzioni della parola greca ο ερχομενος, ho erchomenos, come titolo: "l'atteso".

## Versetti 20-24
Avendo detto al versetto 1 di "insegnare e predicare nelle loro città", i versetti 20-24 spiegano la condanna di Gesù alle città della Galilea per il loro rifiuto di pentirsi. Gesù compì molti miracoli e "dimostrazioni di potere" in queste città.

## Versetto 25
In quel tempo Gesù disse: «Ti benedico, o Padre, Signore del cielo e della terra, perché hai tenuto nascoste queste cose ai sapienti e agli intelligenti e le hai rivelate ai piccoli.
Il teologo protestante tedesco Karl Theodor Keim ha definito questo versetto come una "perla degli insegnamenti di Gesù".

## Versetto 27
Tutto mi è stato dato dal Padre mio; nessuno conosce il Figlio se non il Padre, e nessuno conosce il Padre se non il Figlio e colui al quale il Figlio lo voglia rivelare..
La Bibbia di Gerusalemme suggerisce che questo versetto sia "di gusto giovannino", osservando che "l'attenzione di Cristo per la paternità divina esiste nello strato più profondo della tradizione sinottica come del resto nel vangelo di Giovanni."

## Versetto 28
Venite a me, voi tutti, che siete affaticati e oppressi, e io vi ristorerò.
"Venite a me" (in greco: δεῦτε πρός με, deute pros me): anche in Matteo 4,19, dove δεῦτε ὀπίσω μου, deute opiso mou, è spesso tradotto con "seguitemi". Nel versetto 28 si rimanda al medesimo invito presente in Giovanni 7,37.

## Antichi manoscritti

### Papiro 62 (IV secolo)

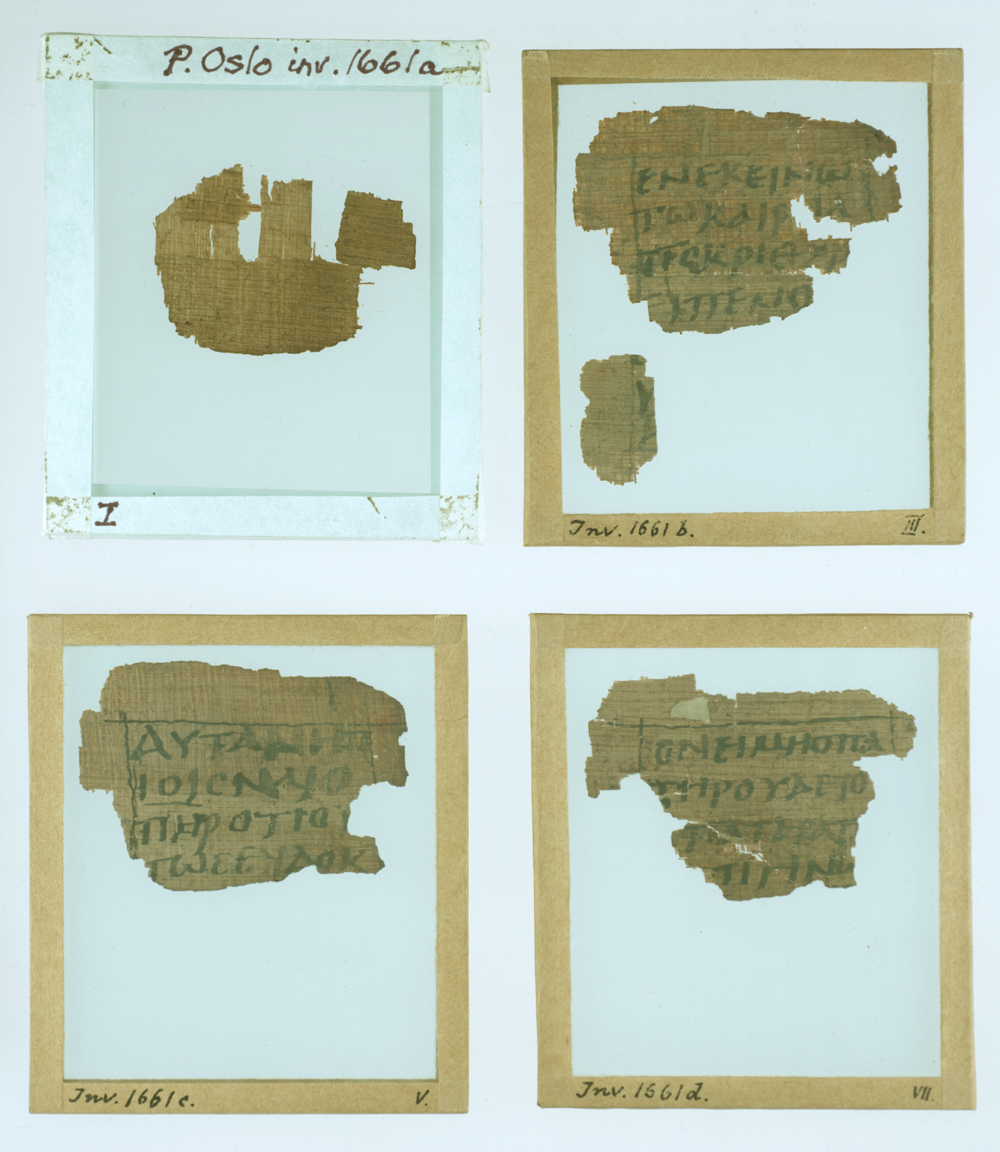
Mat 11.25-30 recto 1 3 5 7
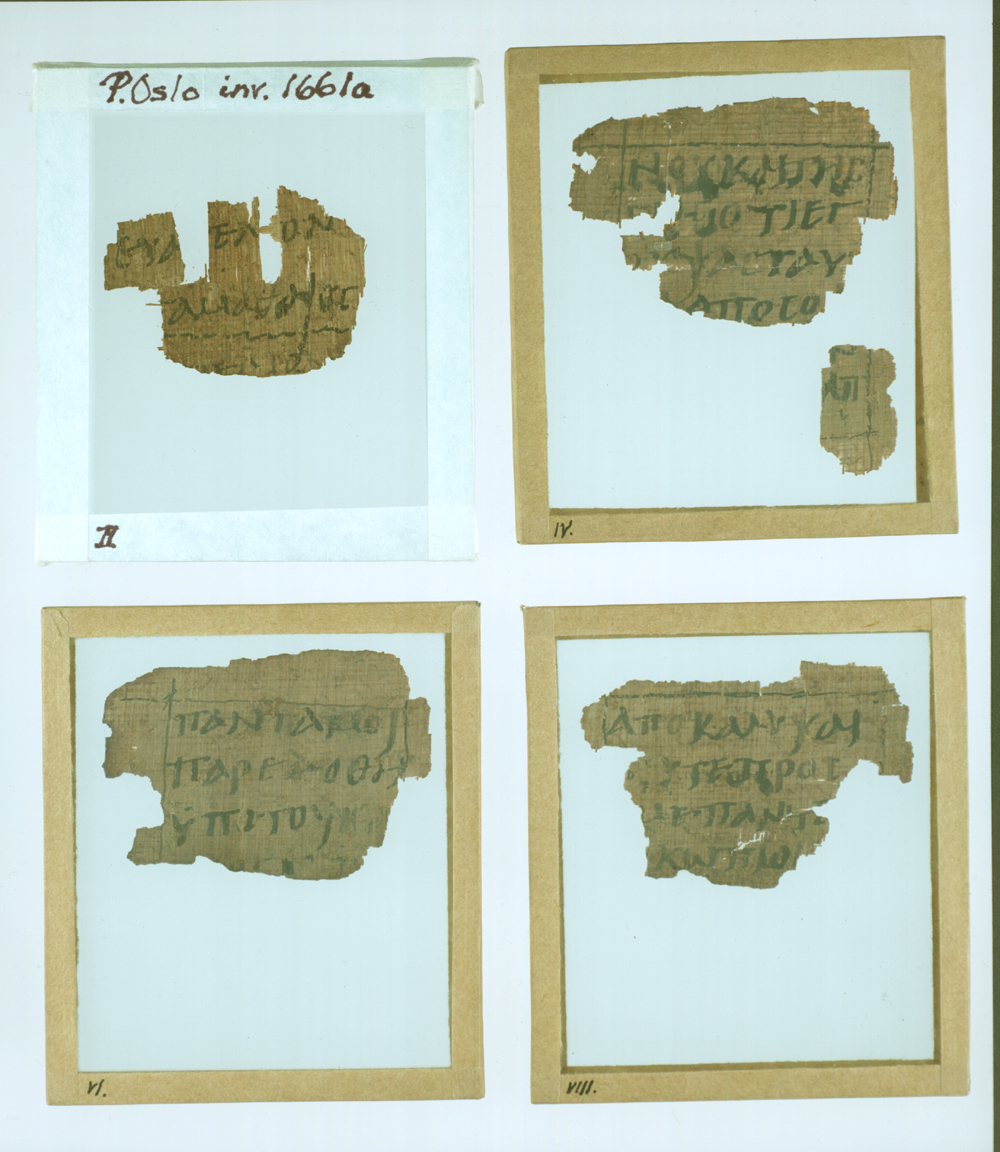
Mat 11.25-30 verso 2 4 6 8
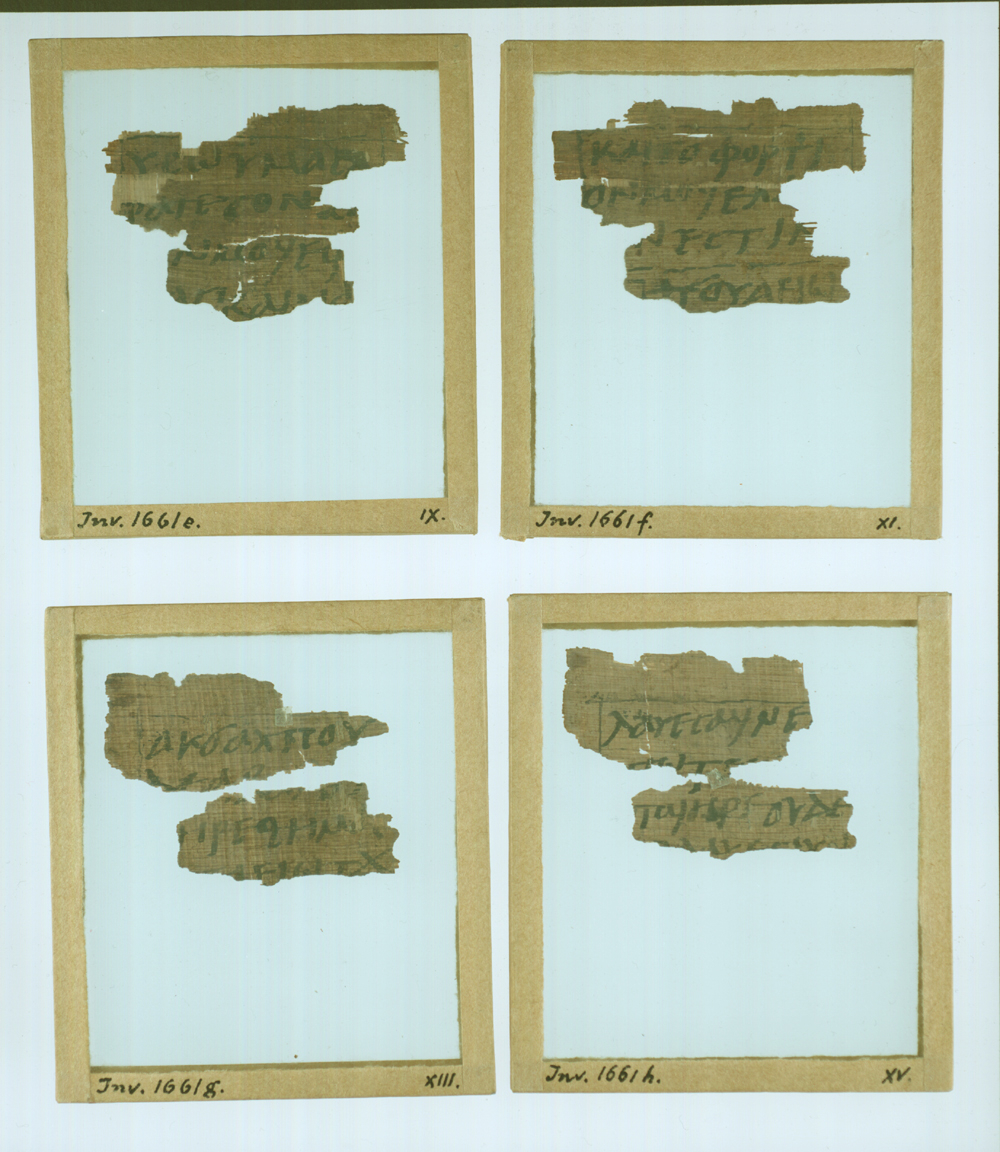
Mat 11.25-30 recto 9 11 13 15
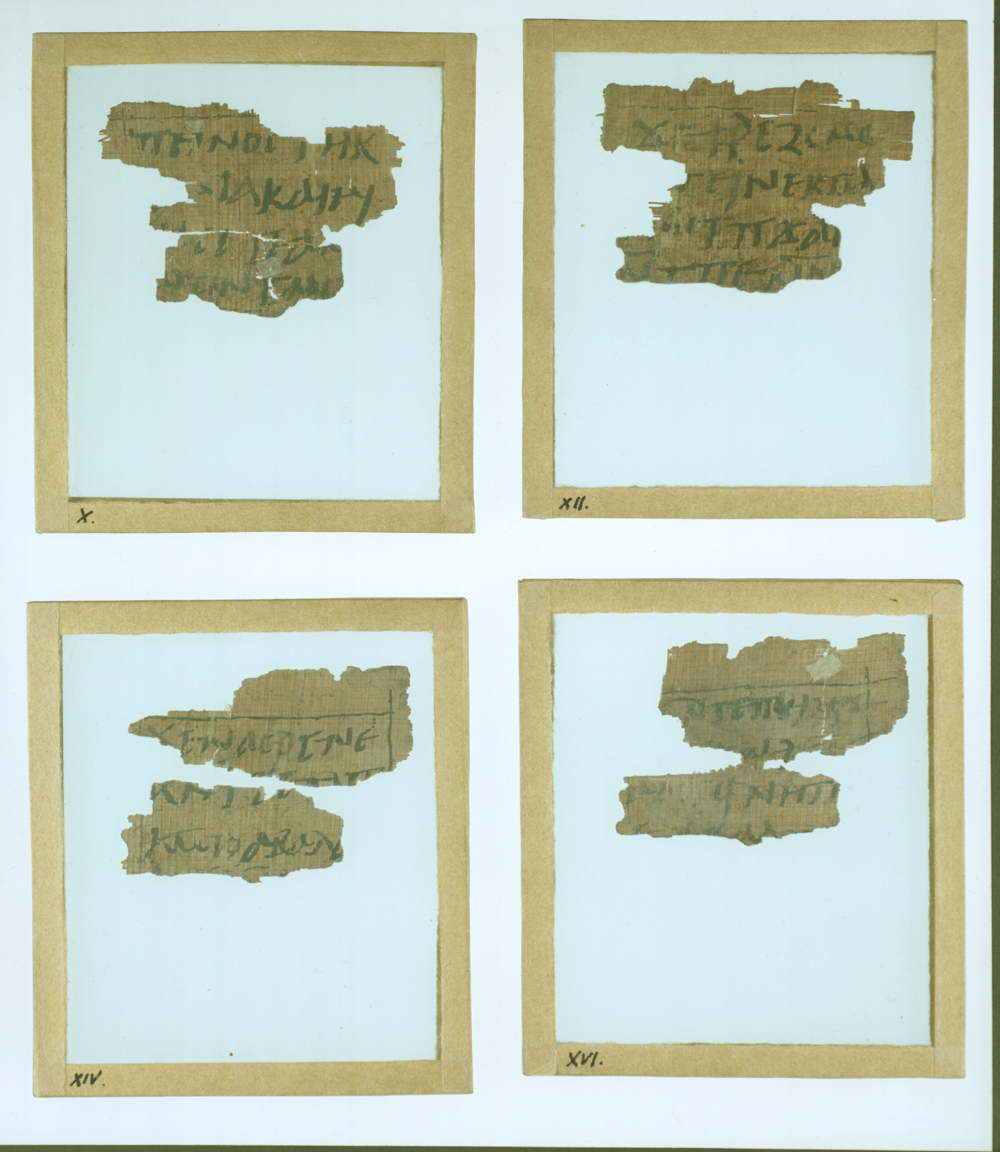
Mat 11.25-30 verso 10 12 14 16
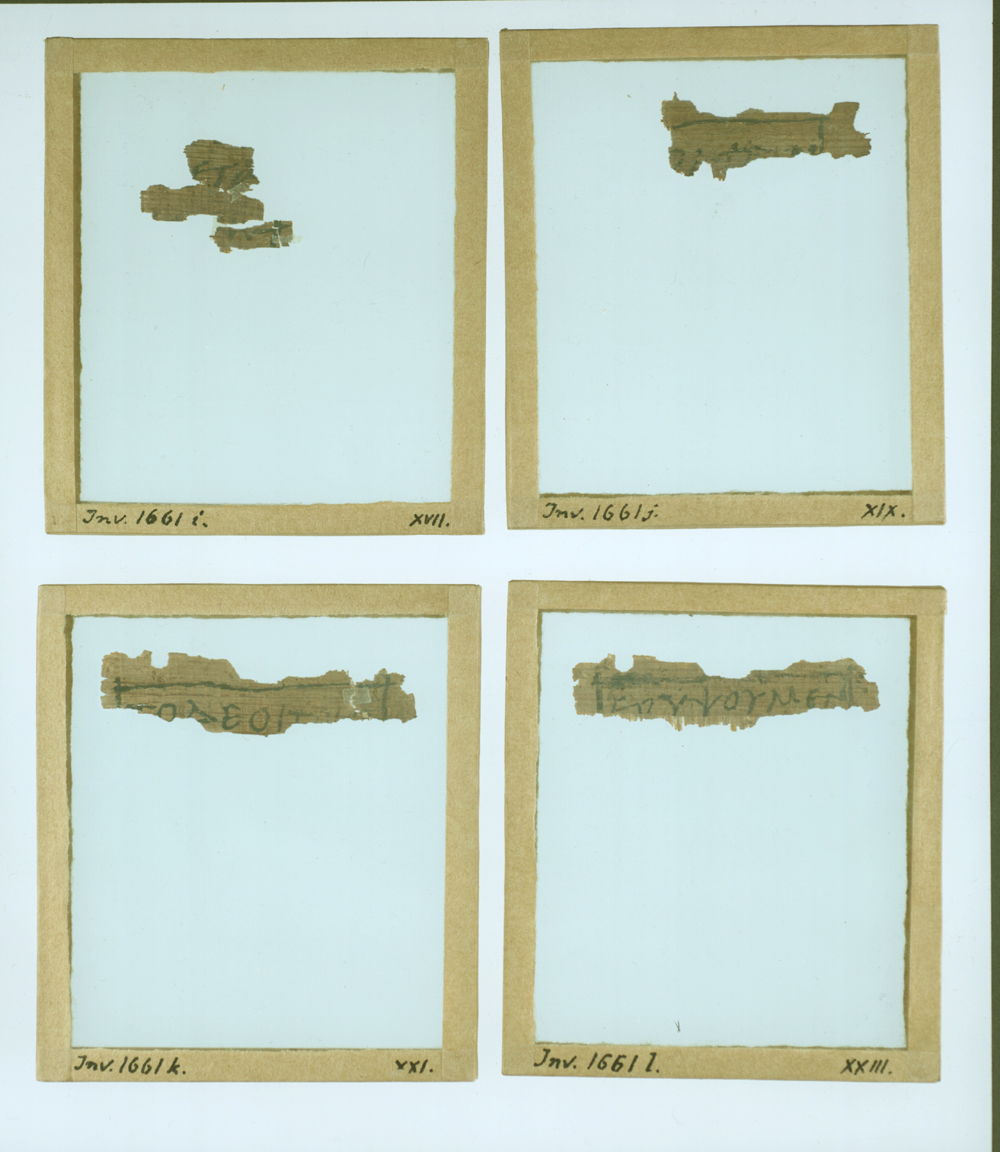
Mat 11.25-30 recto 17 19 21 23
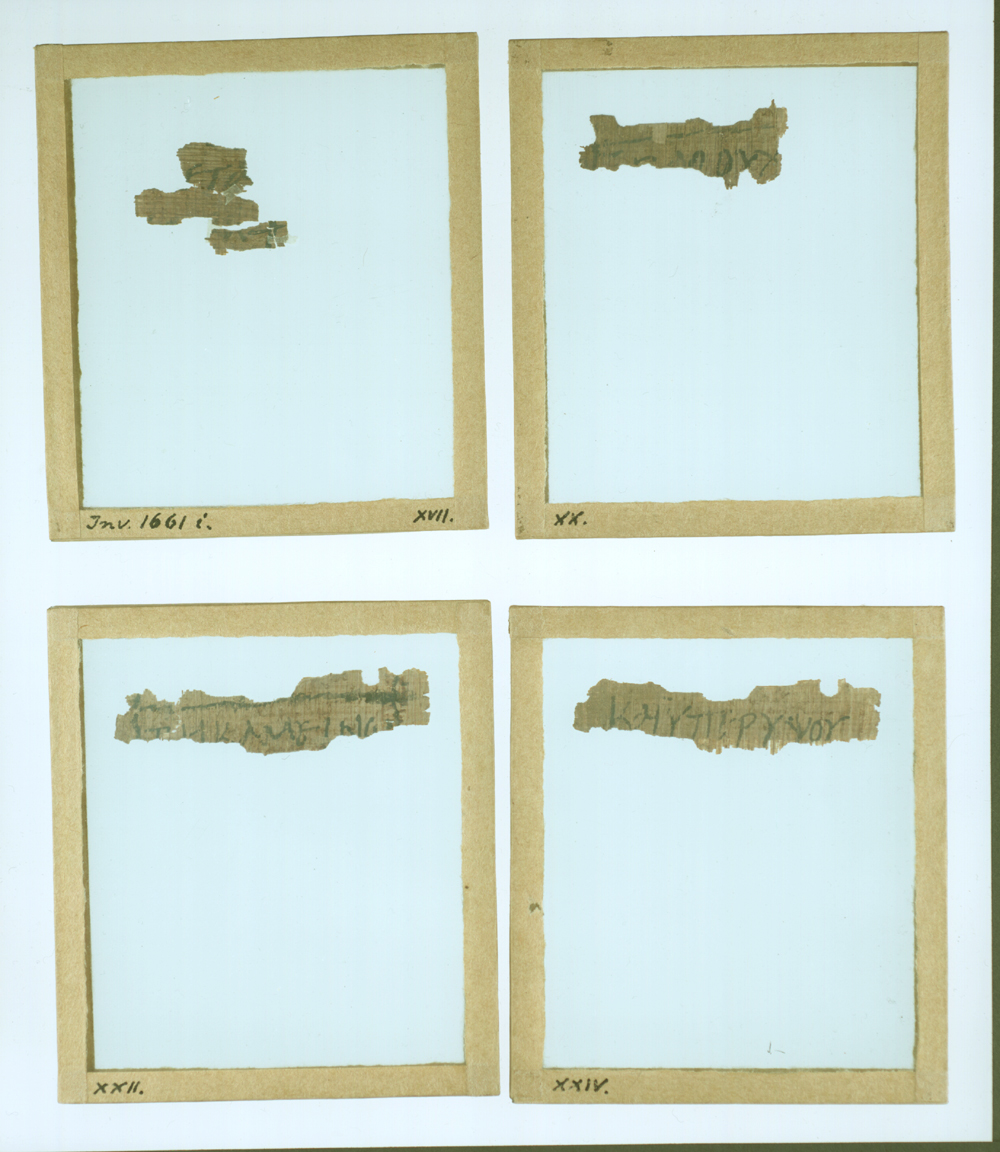
Mat 11.25-30 verso 18 20 22 24
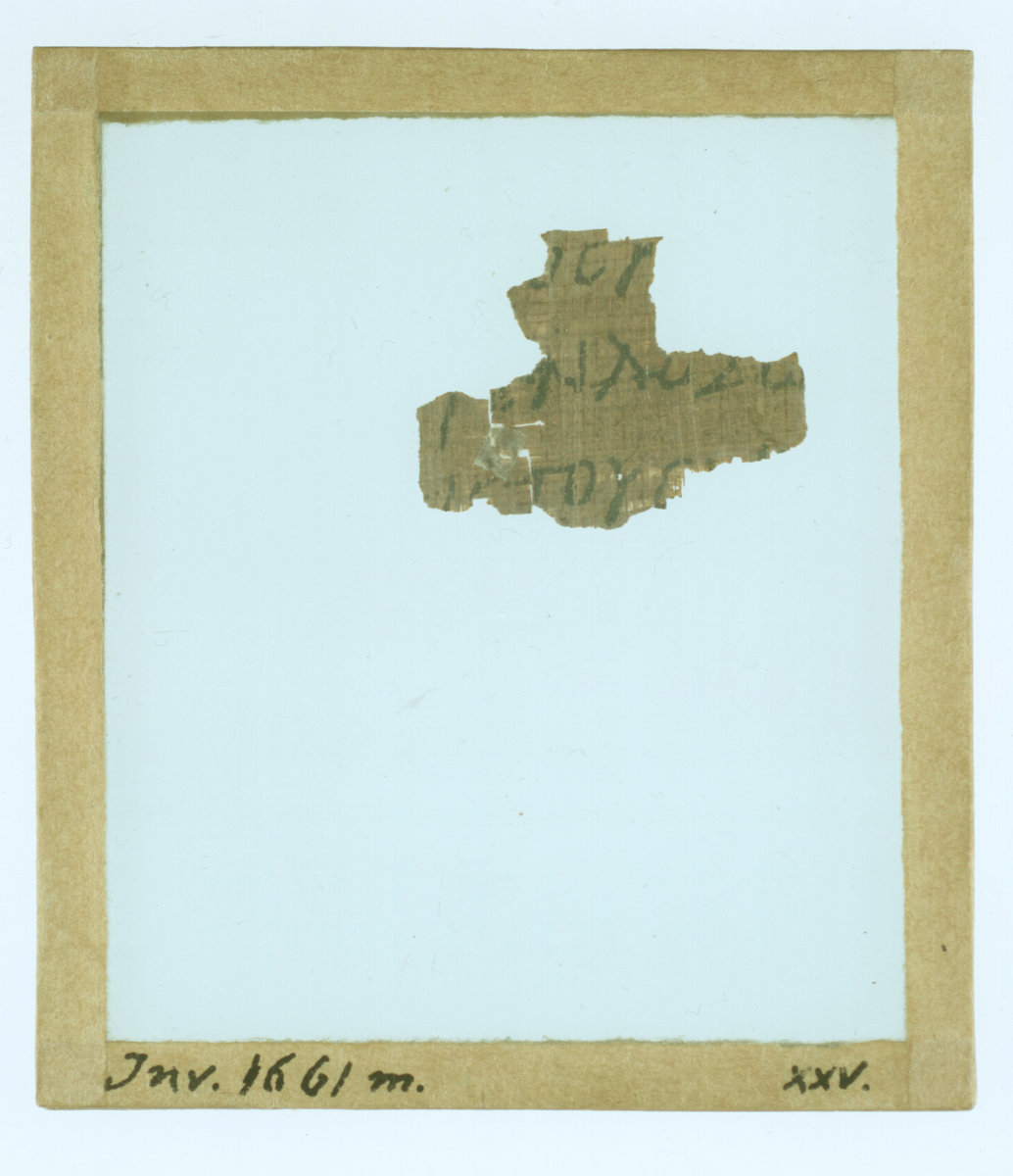
Mat 11.25-30 recto 25
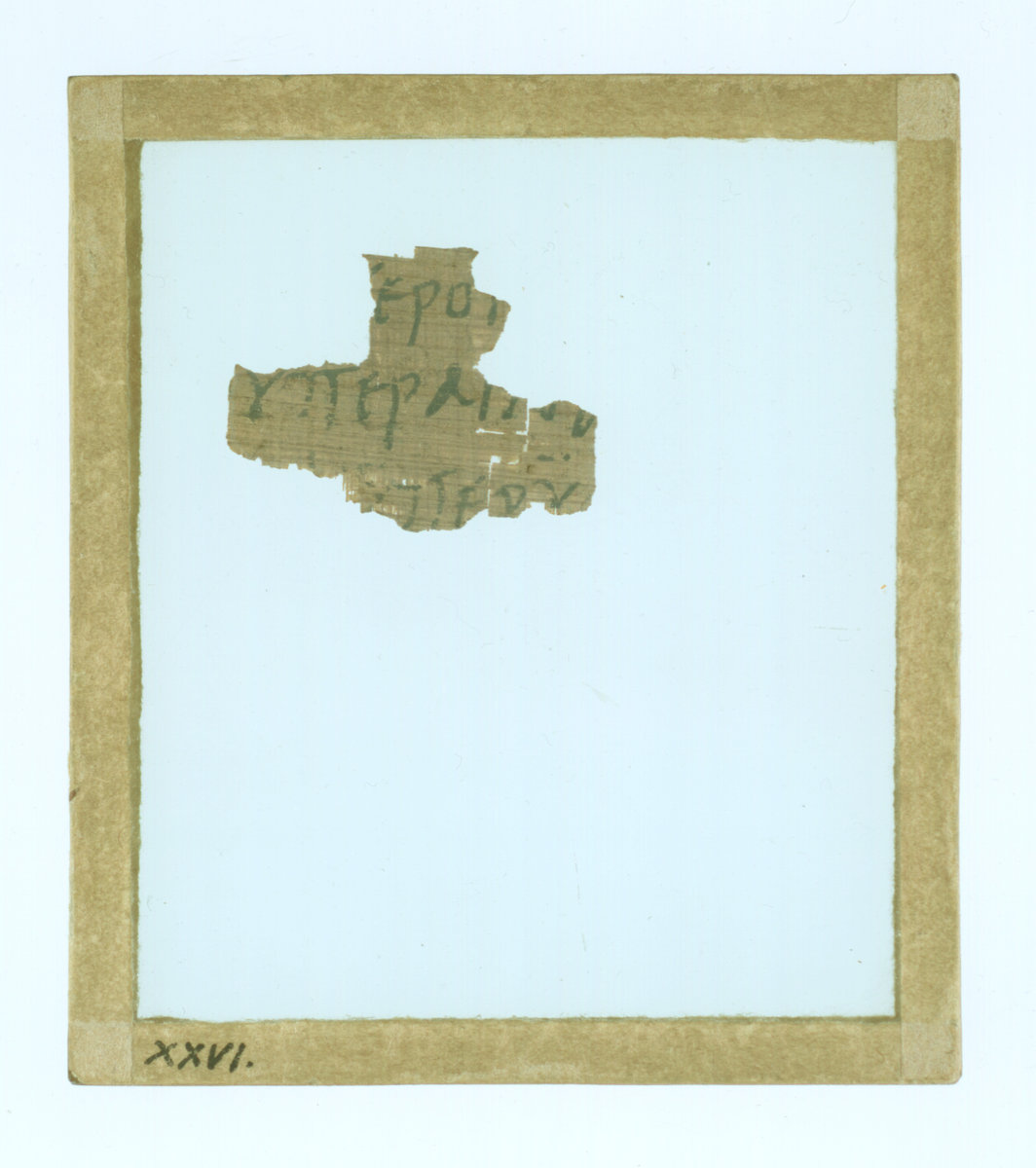
Mat 11.25-30 verso 26